# NGC 1432
NGC 1432 是金牛座昴宿星團的一個星系。它在NGC天體表中被命名為NGC 1432。在林德亮星雲表中被命名為LBN 771。1885年11月16日，NGC 1432由保羅·亨利和普羅斯佩·亨利發現。NGC 1432距离地球 359光年，其直径约1.5光年。